# كريمة صالح جاسم
كريمة صالح جاسم (مواليد 18 فبراير 1988) عداءة مسافات طويلة بحرينية الجنسية كينية المولد متخصصة في السباقات من 3000 متر إلى نصف الماراثون بالإضافة إلى الموانع. كريمة حاملة الرقم القياسي الوطني البحريني في سباق 10000 متر.
تألقت كريمة في دورة الألعاب الآسيوية 2006 بحصولها على الميدالية الفضية في سباق 10000 متر ثم فاز بسباقي المسافات الطويلة في بطولة آسيا لألعاب القوى 2007. كما حصلت على ميداليتين في دورة الألعاب العسكرية في سباق 5000 متر ودورة الألعاب العربية في سباق نصف الماراثون. شاركت ثلاث مرات في بطولة العالم للعدو الريفي وحلت وصيفة في بطولة آسيا لاختراق الضاحية عام 2007.

## المسيرة الرياضية
ولدت في كينيا. بدأت تتنافس باسم البحرين في عام 2005. شاركت لأول مرة في البطولة العربية لألعاب القوى في ذلك العام حيث حصلت على الميدالية البرونزية في سباق 5000 متر والميدالية الذهبية في سباقي 1000 متر ونصف الماراثون. الزمن الذي حققته في سباق 10000 متر وقدره 45.47 دقيقة كان رقما قياسيا بحرينيا. توجهت إلى أوروبا لبدء موسم 2006 حيث حلت ثانية في بطولة ديلا فالاغارينا لاختراق الضاحية ثم فازت ببطولة كوريدا دي سان جيمينيانو. في بطولة آسيا لألعاب القوى داخل الصالات 2006 حلت رابعة في سباق 3000 متر ولكنها حققت رقم قياسي بحريني قدره 9:28.90 دقيقة. شاركت دوليا لأول مرة في السباق القصير لبطولة العالم لاختراق الضاحية 2006 حيث حلت في المركز الثامن والعشرين. في بطولة آسيا للناشئين لألعاب القوى 2006 احتلت المركز الرابع في سباق 3000 متر بينما حققت الميدالية الفضية في سباق 5000 متر. تمكنت فقط من احتلال المركز الثالث عشر في سباق 3000 متر في بطولة العالم للناشئين لألعاب القوى 2006. شهدت البطولة العربية للشباب اكتساحها لسباقات المسافات المتوسطة بفوزها بسباقي 3000 متر و5000 متر و5000 متر موانع حيث حطمت الرقم القياسي البحريني بزمن قدره 10:35.8 دقيقة.
تميزت كريمة في دورة الألعاب الآسيوية 2006 كرياضية كبيرة. على الرغم من أنها تعرضت للضرب من قبل كايوكو فوكوشي في سباق 10000 متر إلا أنها حلت ثانية خلف هيرومي أومينامي لتحصل على الميدالية الفضية بزمن قدره 32:17.14 دقيقة. ساهمت في حصول منتخب البحرين على الميدالية الفضية في بطولة آسيا لاختراق الذاحية 2007 بالتشارك مع زميلتها مريم جمال. في البطولة العربية لألعاب في مايو حلت ثانية في سباق 5000 متر وحافظت على لقبها في سباق نصف الماراثون. حققت أفضل زمن في سباق 3000 متر وقدره 9:14.30 دقيقة في لقاء هانزيكوفيتش التذكاري قبل أن تتوجه إلى المسافات الطويلة المزدوجة في بطولة آسيا لألعاب القوى 2007 لتحقق الميدالية الذهبية فيهما. في وقت لاحق من هذا الموسم حلت ثالثة في سباق 5000 متر في دورة الألعاب العسكرية 2007 بينما فازت بسباق نصف الماراثون في دورة الألعاب العربية 2007. حطمت الرقم القياسي الوطني في سباق نصف الماراثون بزمن قدره 71:52 دقيقة بحلولها ثانية في بطولة روت دو فين لنصف الماراثون.
في بطولة العالم لاختراق الضاحية 2008 حيث حلت في المركز السابع عشر. استطاع الفوز ببطولة مراكش لنصف الماراثون والحلول ثانية في بطولة يوركشاير العظمى للركض وحطمت الرقم القياسي في سباق 10000 متر بزمن قدره 32:43 دقيقة عندما حلت ثالثة في بطولة سينغل لوب أوتريخت. غابت كريمة عن المنافسة في عام 2009. عادت إلى الأحداث الكبرى في دورة الألعاب الآسيوية 2010 بتحطيمها الرقم القياسي في سباق الموانع بزمن قدره 10:05.60 دقيقة بحلولها رابعة وأيضا حلولها رابعة في سباق 5000 متر بزمن قدره 15:20.01 دقيقة.
بدأت كريمة موسم 2012 بتحطيم الرقم القياسي في بطولة مراكش لنصف الماراثون بزمن قدره 71:06 دقيقة حيث حلت ثانية خلف أسماء لغزاوي. حلت في المركز الخامس والعشرين في بطولة العالم لاختراق الذاحية 2011 وساعدت منتخب البحرين في الحصول على المركز الرابع. شكلت فريق مع شيتايي إيشيتي في سباق 10000 متر في بطولة آسيا لألعاب القوى 2011. حلت في المركز الثالث وراء رياضية كينية في سباق 5000 متر في دورة الألعاب العسكرية 2011 لتكرر إنجازها في عام 2007 وأنهت السنة بالحلول وصيفة لمواطنتها ليشان دولا في سباق نصف الماراثون في دورة الألعاب العربية 2011.

## روابط خارجية
- كريمة صالح جاسم على موقع الاتحاد الدولي لألعاب القوى (الإنجليزية)